# بیتنی جوی لنز
بیتنی جوی لنز (انگلیسی: Bethany Joy Lenz؛ زاده ۲ آوریل ۱۹۸۱) یک هنرپیشه اهل ایالات متحده آمریکا است.
او در فیلم نازک‌تر بازی کرده است.